# Brasil Global Tour

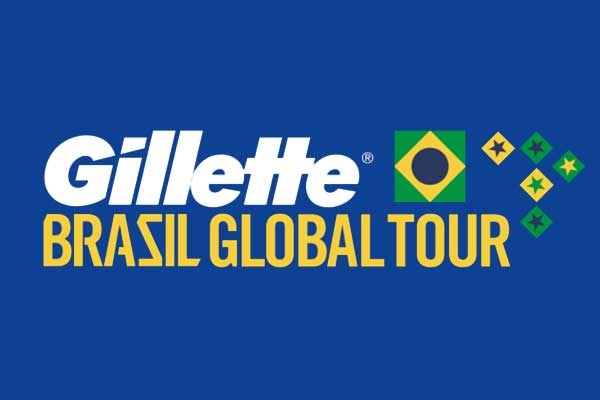
O antigo logotipo do Brasil Global Tour, patrocinado pela Gillette, e foi usado de 2012 a 2015.

O Brasil Global Tour, oficialmente patrocinado pelo Chevrolet Brasil Global Tour, é um pacote de todos os amistosos da Seleção Brasileira desde outubro de 2012 até a Copa do Mundo de 2022.  A CBF utilizou o fato de o Brasil ser uma das equipes mais requisitadas do mundo para se divulgar e dos jogos amistosos do Brasil no cenário internacional. O contrato entre a CBF e a Pitch International, empresa que opera a turnê, começou em outubro de 2012 e atravessa a Copa do Mundo da FIFA de 2022 . O Brasil, sendo o anfitrião da Copa do Mundo da FIFA de 2014, não teve nenhum jogo de qualificação para o torneio, já que se classificou automaticamente como anfitriões. Isso levou o Brasil a jogar apenas amistosos nos primeiros anos do contrato. 
A Pitch International foi nomeada em agosto de 2012, com o primeiro jogo a começar em outubro do mesmo ano. O acordo viu a Pitch International substituir a Kentaro, uma agência que anteriormente havia organizado um pacote de amistosos no Brasil em todo o mundo antes de 2012.  
A CBF afirmou que antes de trabalhar com a Pitch International, estava tendo problemas para ganhar dinheiro com seus jogos amigáveis em casa, apesar do status relativamente grande do Brasil no jogo. O acordo com a Pitch International prevê que a CBF pagou uma taxa de aproximadamente US $ 1 milhão por jogo e a Pitch International típica recebe uma taxa de jogo entre US $ 2 a 3 milhões por jogo. 
Até à data, houve 47 jogos contra vários adversários em todos os 6 continentes habitados. O Brasil jogou uma vez na África, 6 vezes na Ásia, 2 vezes na Austrália, 17 vezes na Europa, 11 vezes na América do Norte e 10 vezes na América do Sul .            

## Jogos
| Date               | Home           | Result | Guest       | Stadium                         | Location                           | Attendance |
| ------------------ | -------------- | ------ | ----------- | ------------------------------- | ---------------------------------- | ---------- |
| October 16, 2012   | Brasil         | 4–0    | Japão       | Stadion Miejski                 | Wrocław, Poland                    | 36,000     |
| November 14, 2012  | Brasil         | 1–1    | Colômbia    | MetLife Stadium                 | East Rutherford, NJ, United States | 38,624     |
| February 6, 2013   | Inglaterra     | 2–1    | Brasil      | Wembley Stadium                 | London, England                    | 87,453     |
| March 22, 2013     | Itália         | 2–2    | Brasil      | Stade de Genève                 | Geneva, Switzerland                | 28,000     |
| March 25, 2013     | Brasil         | 1–1    | Rússia      | Stamford Bridge                 | London, England                    | 35,206     |
| April 6, 2013      | Bolívia        | 0–4    | Brasil      | Estadio Ramón Tahuichi Aguilera | Santa Cruz de la Sierra, Bolivia   | 35,000     |
| April 24, 2013     | Brasil         | 2–2    | Chile       | Mineirão                        | Belo Horizonte, Brazil             | 53,331     |
| June 2, 2013       | Brasil         | 2–2    | Inglaterra  | Maracanã Stadium                | Rio de Janeiro, Brazil             | 66,015     |
| June 9, 2013       | Brasil         | 3–0    | França      | Arena do Grêmio                 | Porto Alegre, Brazil               | 51,919     |
| August 14, 2013    | Suíça          | 1–0    | Brasil      | St. Jakob-Park                  | Geneva, Switzerland                | 31,100     |
| September 7, 2013  | Brasil         | 6–0    | Austrália   | Estádio Nacional de Brasília    | Brasília, Brazil                   | 40,996     |
| September 11, 2013 | Brasil         | 3–1    | Portugal    | Gillette Stadium                | Foxboro, MA, United States         | 62,310     |
| October 12, 2013   | Coreia do Sul  | 0–2    | Brasil      | Seoul World Cup Stadium         | Seoul, South Korea                 | 65,038     |
| October 15, 2013   | Brasil         | 2–0    | Zâmbia      | Beijing National Stadium        | Beijing, China                     | 48,000     |
| November 17, 2013  | Honduras       | 0–5    | Brasil      | Hard Rock Stadium               | Miami Gardens, FL, United States   | 71,124     |
| November 20, 2013  | Brasil         | 3–1    | Chile       | Rogers Centre                   | Toronto, Canada                    | 53,331     |
| March 5, 2014      | África do Sul  | 0–5    | Brasil      | FNB Stadium                     | Johannesburg, South Africa         | 67,616     |
| June 3, 2014       | Brasil         | 4–0    | Panamá      | Estádio Serra Dourada           | Goiânia, Brazil                    | 20,000     |
| June 6, 2014       | Brasil         | 1–0    | Sérvia      | Estádio do Morumbi              | São Paulo, Brazil                  | 67,042     |
| September 6, 2014  | Brasil         | 1–0    | Colômbia    | Hard Rock Stadium               | Miami Gardens, FL, United States   | 73,479     |
| September 9, 2014  | Brasil         | 1–0    | Equador     | MetLife Stadium                 | East Rutherford, NJ, United States | 35,975     |
| October 11, 2014   | Brasil         | 2–0    | Argentina   | Beijing National Stadium        | Beijing, China                     | 52,313     |
| October 14, 2014   | Japão          | 0–4    | Brasil      | National Stadium                | Kallang, Singapore                 | 51,557     |
| November 12, 2014  | Turquia        | 0–4    | Brasil      | Atatürk Olimpiyat Stadı         | Istanbul, Turkey                   | 50,509     |
| November 18, 2014  | Áustria        | 1–2    | Brasil      | Ernst-Happel-Stadion            | Vienna, Austria                    | 48,500     |
| March 26, 2015     | França         | 1–3    | Brasil      | Stade de France                 | Paris, France                      | 81,338     |
| March 29, 2015     | Brasil         | 1–0    | Chile       | Emirates Stadium                | London, England                    | 60,007     |
| June 7, 2015       | Brasil         | 2–0    | México      | Allianz Parque                  | São Paulo, Brazil                  | 34,659     |
| June 10, 2015      | Brasil         | 1–0    | Honduras    | Estádio Beira-Rio               | Porto Alegre, Brazil               | 22,305     |
| September 5, 2015  | Brasil         | 1–0    | Costa Rica  | Red Bull Arena                  | Harrison, NJ, United States        | 19,600     |
| September 8, 2015  | Estados Unidos | 1–4    | Brasil      | Gillette Stadium                | Foxboro, MA, United States         | 29,308     |
| May 30, 2016       | Brasil         | 2–0    | Panamá      | Dick's Sporting Goods Park      | Commerce City, CO, United States   | 11,000     |
| January 25, 2017   | Brasil         | 1–0    | Colômbia    | Estádio Nilton Santos           | Rio de Janeiro, Brazil             | 18,695     |
| June 9, 2017       | Brasil         | 0–1    | Argentina   | Melbourne Cricket Ground        | Melbourne, Australia               | 95,969     |
| June 13, 2017      | Austrália      | 0–4    | Brasil      | Melbourne Cricket Ground        | Melbourne, Australia               | 49,847     |
| November 10, 2017  | Japão          | 1–3    | Brasil      | Stade Pierre-Mauroy             | Villeneuve-d'Ascq, France          | 16,992     |
| November 14, 2017  | Inglaterra     | 0–0    | Brasil      | Wembley Stadium                 | London, England                    | 84,595     |
| March 23, 2018     | Rússia         | 0–3    | Brasil      | Luzhniki Stadium                | Moscow, Russia                     | 59,263     |
| March 27, 2018     | Alemanha       | 0–1    | Brasil      | Olympiastadion                  | Berlin, Germany                    | 72,717     |
| June 3, 2018       | Brasil         | 2–0    | Croácia     | Anfield Stadium                 | Liverpool, England                 | 48,500     |
| June 10, 2018      | Áustria        | 0–3    | Brasil      | Ernst-Happel-Stadion            | Vienna, Austria                    | 54,000     |
| September 7, 2018  | Estados Unidos | 0–2    | Brasil      | MetLife Stadium                 | East Rutherford, NJ, United States | 32,489     |
| September 11, 2018 | Brasil         | 5–0    | El Salvador | FedEx Field                     | Landover, MD, United States        | 28,511     |
| October 12, 2018   | Arábia Saudita | 0–2    | Brasil      | King Fahd International Stadium | Riyadh, Saudi Arabia               | 23,401     |
| October 16, 2018   | Argentina      | 0–1    | Brasil      | King Abdullah Sports City       | Jeddah, Saudi Arabia               | 62,345     |
| November 16, 2018  | Brasil         | 1–0    | Uruguai     | Emirates Stadium                | London, England                    | 35,000     |
| November 20, 2018  | Brasil         | 1–0    | Camarões    | Stadium MK                      | Milton Keynes, England             | 29,699     |
| March 23, 2019     | Brasil         | 1–1    | Panamá      | Estádio do Dragão               | Porto, Portugal                    | TBD        |
| March 26, 2019     | Chéquia        | 1–3    | Brasil      | Eden Arena                      | Prague, Czech Republic             | 19,116     |
| June 5, 2019       | Brasil         | 2-0    | Catar       | Maracanã Stadium                | Rio de Janeiro, Brazil             | TBD        |
| September 6, 2019  | Brasil         | 2–2    | Colômbia    | Hard Rock Stadium               | Miami Gardens, FL, United States   | TBD        |